# Château Le Neufbois
Le château du Neufbois est un bâtiment de style éclectique situé sur le territoire de la commune belge de Court-Saint-Étienne en Brabant wallon.

## Historique
Le château a été construit par l'industriel Émile Henricot en 1901. Après avoir été son domicile, le château est devenu une résidence pour personnes âgées puis une maison d'accueil de la petite enfance.
Le bâtiment a été démoli en 2011. Le terrain a été loti et des appartements y ont été construits. Des bâtiments d'époque, seule subsiste la loge du concierge et les anciens garages reconvertis en habitat individuel à front de la rue Ernest Cosse.

## Description

### La Villa d'Émile Henricot
En décembre 1901, Émile Henricot valide les plans de l'architecte Edouard Franken-Willemaers pour édifier une villa à quelques centaines de mètres au nord-ouest de son usine sur un site qui domine la vallée de la Dyle et le village. L'entrepreneur Jean Oleffe réalise les travaux en 1902.
La surface habitable à chacun des trois niveaux est de 137 m2 et l'emprise au sol (terrasses incluses) est de 187 m2.
Le jardin a été dessiné par l'architecte paysagiste belge Jules Buyssens.

### Le Home Henricot
En janvier 1953, le mouvement libéral ouvre au Home Paul Henricot une école d'Aides Familiales gérée par l'association 'Solidarité Libérale'.

### La Maison maternelle
La Maison maternelle Paul Henricot (officiellement Solidarité Groupement Social Féminin Libéral ASBL) est active au château du Neufbois depuis juin 1989 pour accueillir les femmes et les enfants ayant des difficultés sociales. La survie du projet dans ce château aux proportions et plan inadaptés devient cependant un gouffre financier. En février 2012, l'association vend le château et le parc à l'entreprise immobilière Thomas et Piron et s'installe dans de nouveaux locaux construits à front de rue dans une parcelle reprise sur le Parc du château de Neufbois. Au cours de ces onze années de service, la Maison maternelle accueille 706 adultes, 967 enfants et 56 naissances.
La présidence de l'association est assurée par le chevalier Jean-Jacques De Cloedt jusqu'en novembre 2014
, (né en septembre 1929), ingénieur civil et ancien officier de marine (administrateur de la société de dragage DEME) puis par sa fille Marinette suivie par d'autres.

Vues à travers les ans
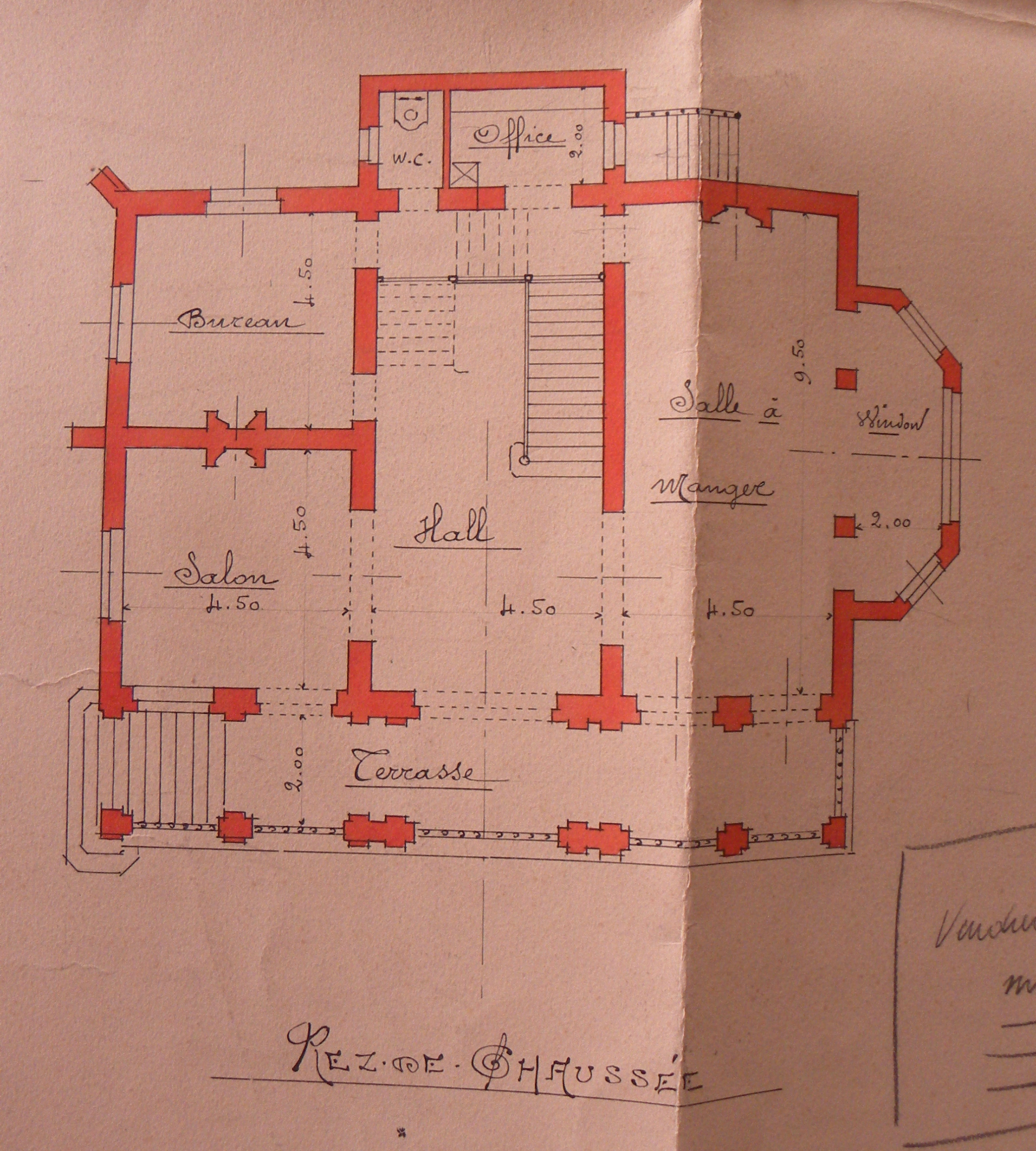
Plan du rez-de chaussée du château du Neufbois. Décembre 1901.
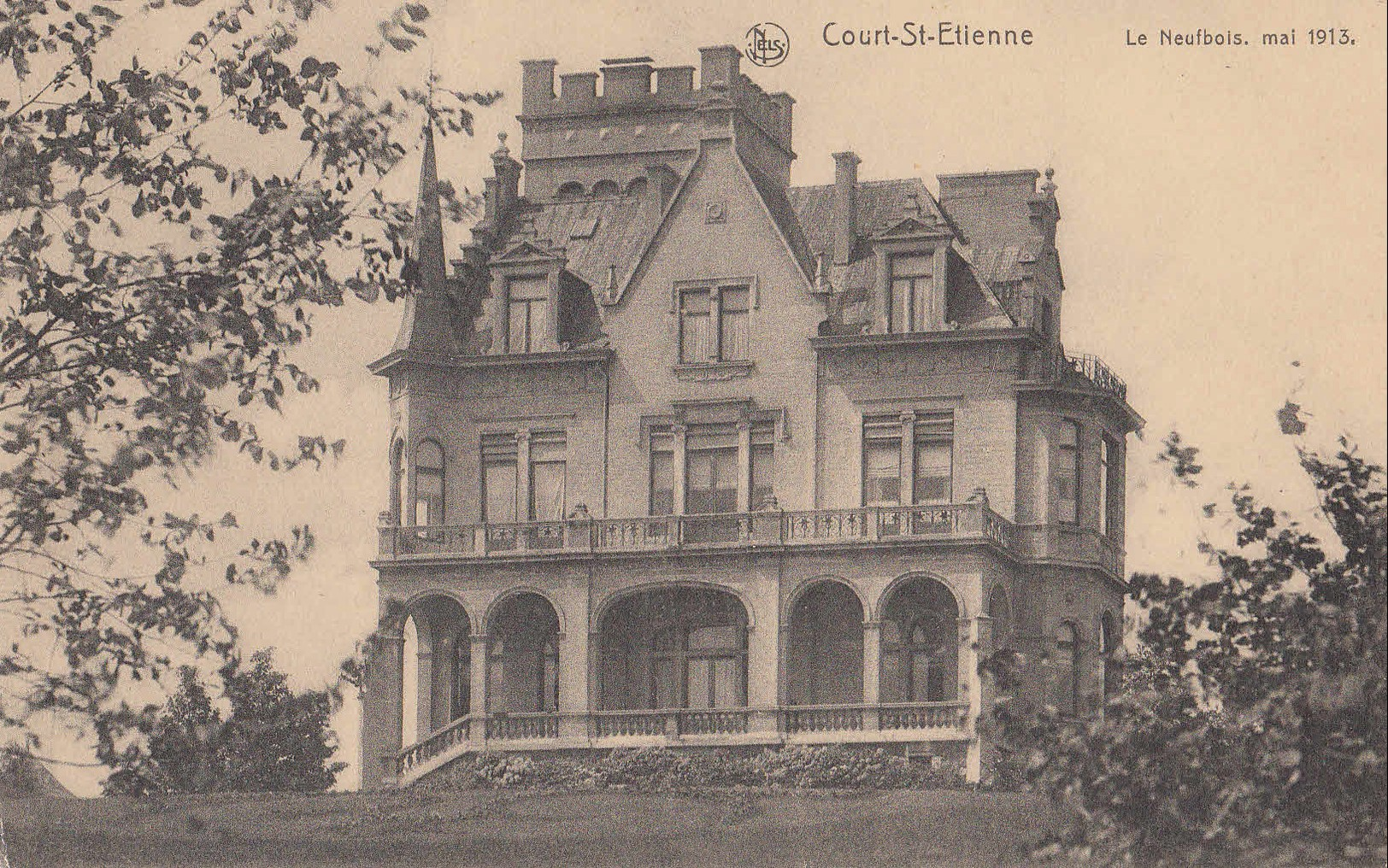
Le château du Neufbois en mai 1913.
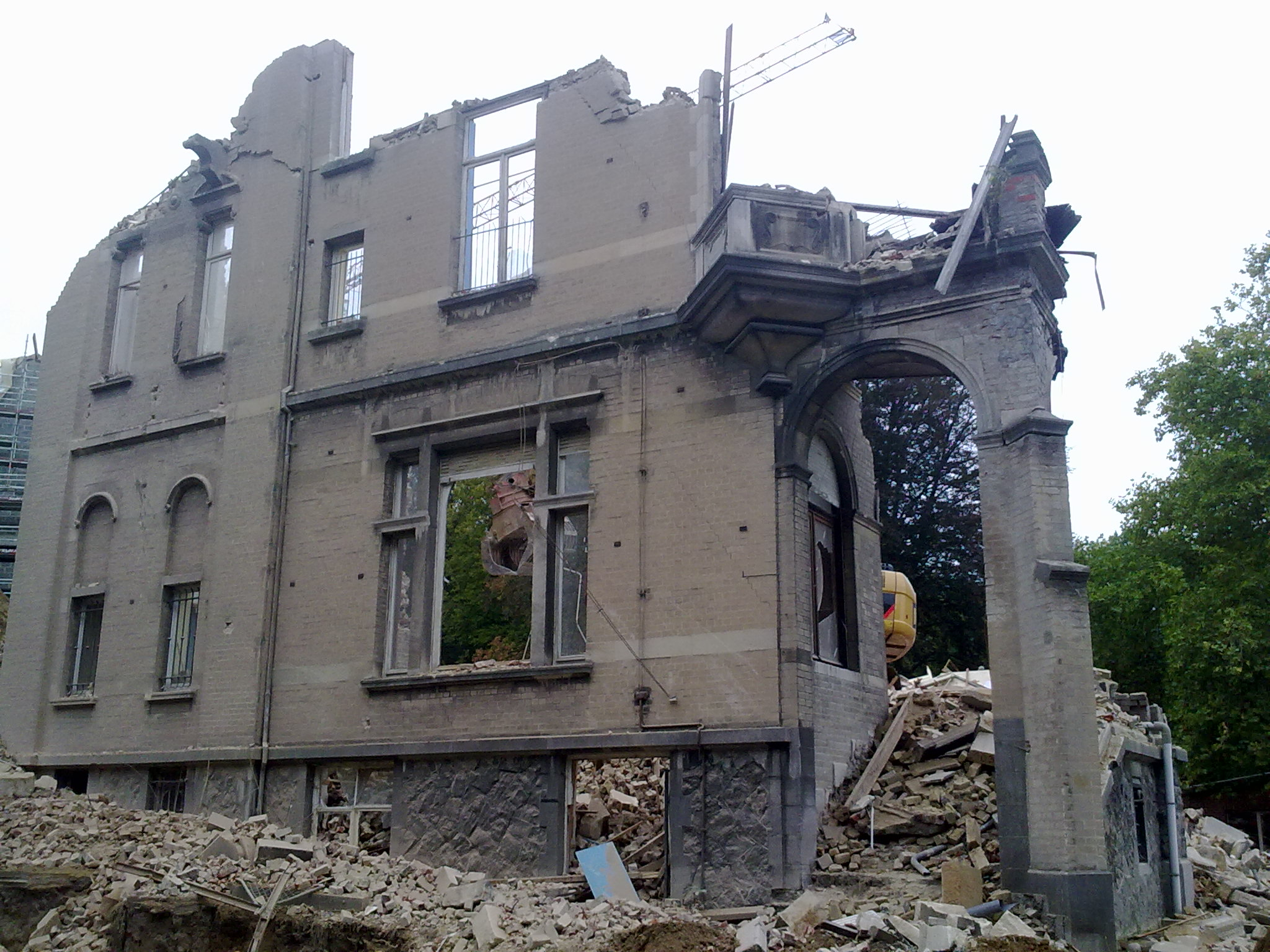
Démolition du château en octobre 2011.

## La conciergerie
A l'entrée du parc du Neufbois on devait rencontrer un portail, cette conciergerie flanquée successivement d'un garage puis d'une loge pour le chauffeur.

Entrée du domaine
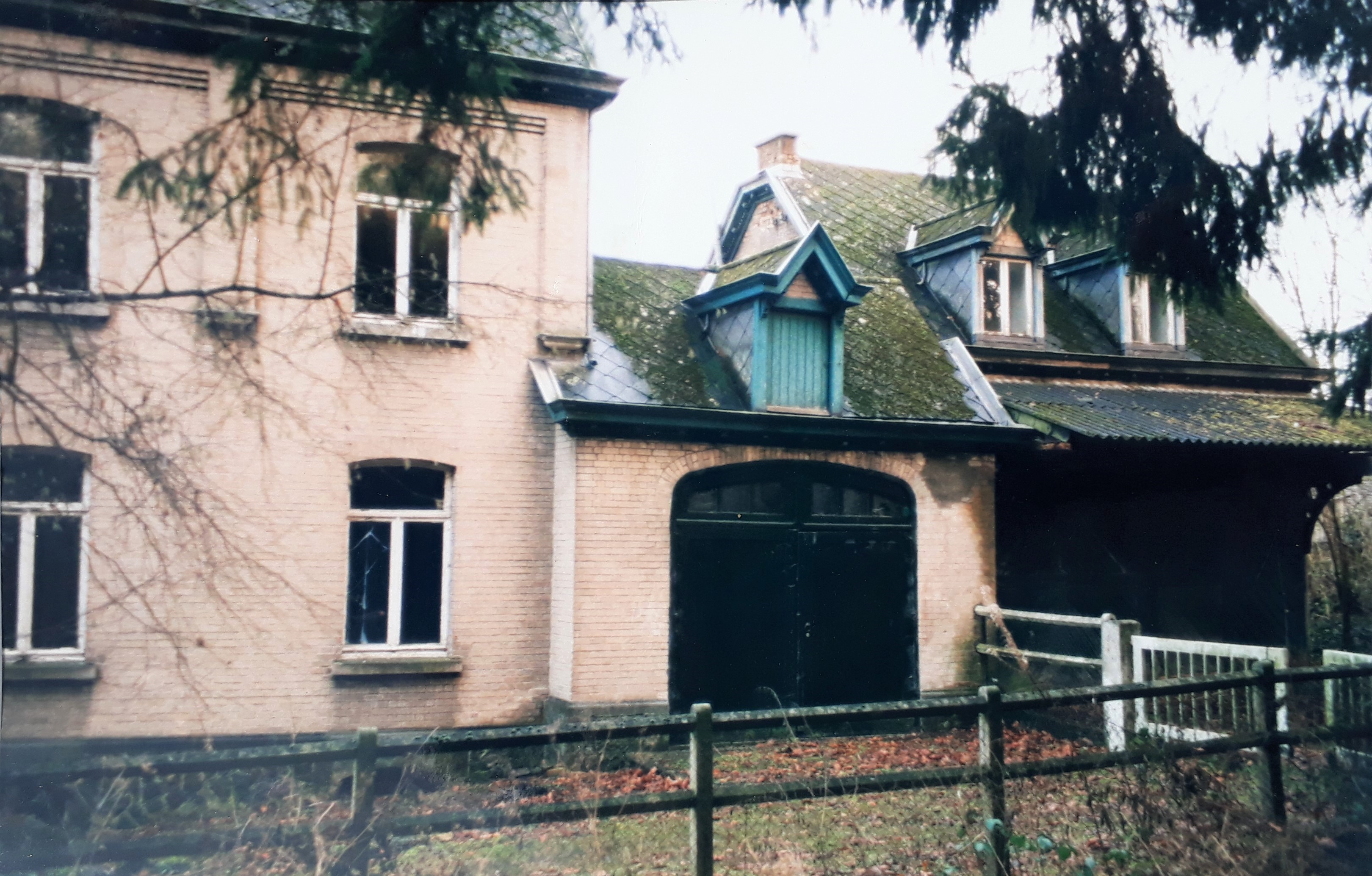
La conciergerie à l'entrée du Neufbois (mai 1996).
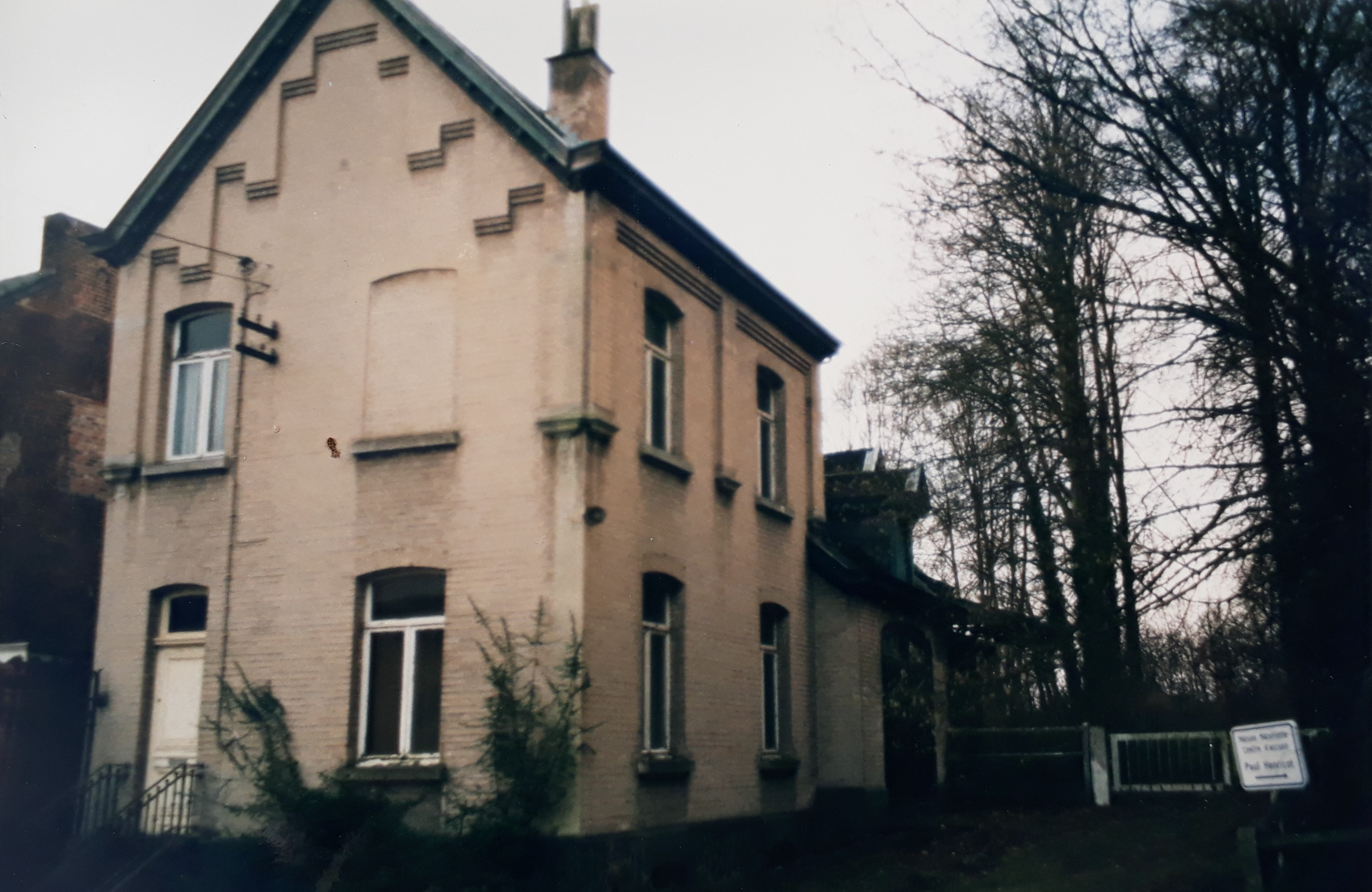
Façade Nord.
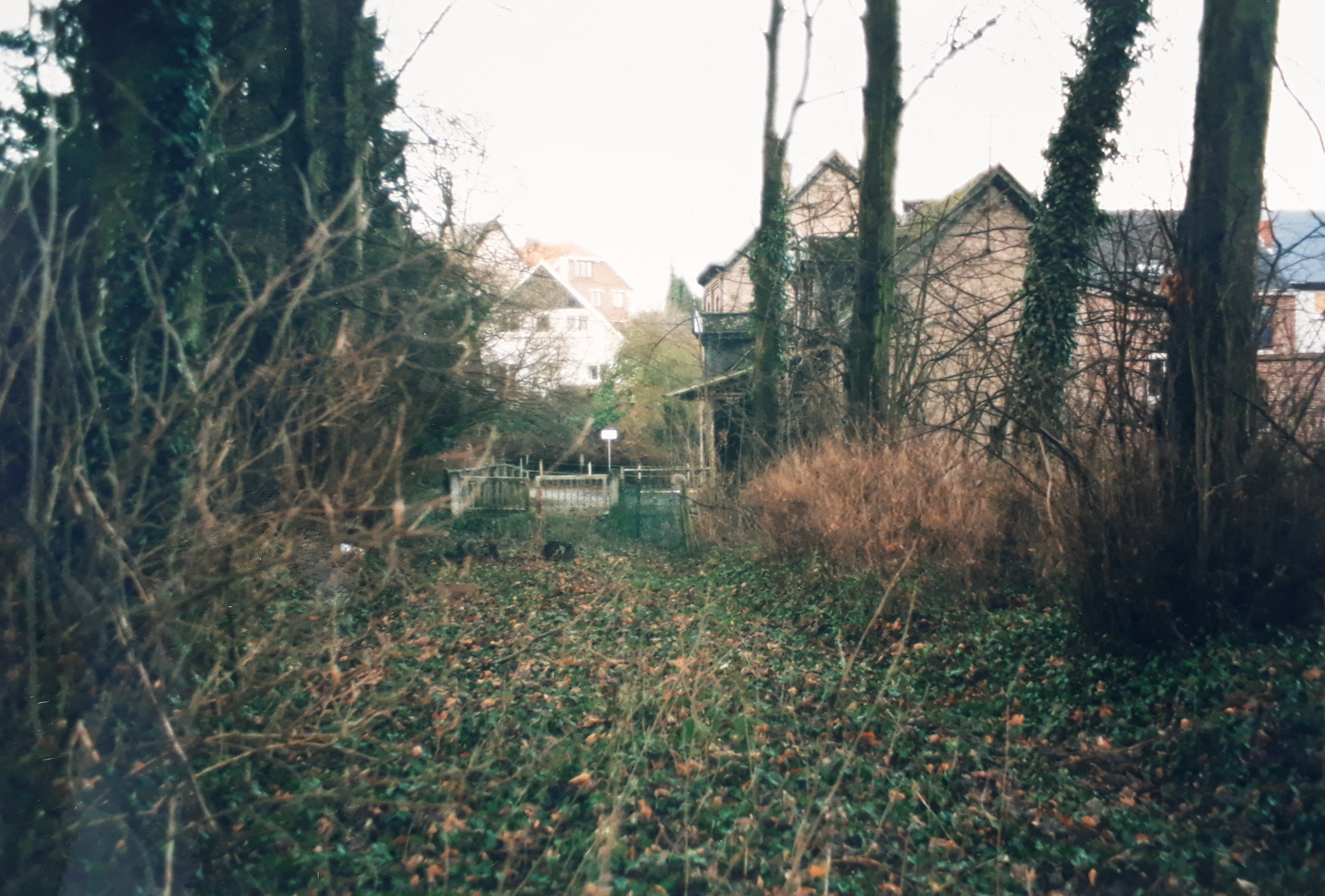
L'ancienne allée du parc.